# Africa
För andra betydelser, se Africa (olika betydelser).

Det romerska riket omkring år 120 med provinsen Africa markerad.

Africa var en romersk provins i Nordafrika och betecknade ursprungligen på 200-talet f.Kr. endast trakten omkring Karthago i Nordafrika och utsträcktes först under kejsartiden till att omfatta allt vad romarna kände av Afrika. Området omfattade ungefär nuvarande Tunisien och var en provins i det romerska riket. Provinsen instiftades efter Karthagos fall år 146 f.Kr. Kungadömet Numidien (som omfattade östra Algeriet och Tripolis) omvandlades efter slaget vid Thapsus år 46 f.Kr. till provinsen Africa nova, och de båda provinserna utgjorde tillsammans provinsen Africa proconsularis från år 25 f.Kr. där Karthago ingick som huvudstad. När provinsen Numidia, med Lambaese som huvudstad, instiftades år 198 f.Kr. delades området på nytt.
Africa blev med tiden en ledande jordbruksproducent till följd av intensiv konstbevattning. Man producerade framförallt olja och spannmål. Denna intensiva produktion ledde så småningom till en stor jordförlust vilket minskade produktiviteten. Man exporterade även den gula afrikanska marmorn.
Africa bestod förutom av storgods även av rika städer som växte fram med tiden, exempelvis Hippo, Leptis Magna, Mactaris, Sabratha, Thamugadi, Theveste och Thugga. Härifrån härstammade även ett antal antika författare som Apulejus och Fronto. Provinsen blev även en viktig plats för senantikens mosaikkonst. I Africa accepterades tidigt kristendomen och därför kom provinsen att spela en ledande roll för spridandet av denna. Flera centrala kyrkofäder föddes i provinsen, däribland Tertullianus, Cyprianus, Lactantius och Augustinus. Men även andra rörelser fick fotfäste. Den donatistiska rörelsen hade, trots omfattande förföljelser, Africa som centrum från 300-talet.
Under åren 429-439 invaderade vandalerna området och det kom med tiden att bli deras centrum, fram till dess att den östromerske kejsaren Belisarius återerövrade området år 533. Detta förhållande kom att bestå fram till år 670 då området togs över av erövrande arabstyrkor.

## Kända personer från Africa
- Apulejus
- Fronto
- Tertullianus
- Cyprianus
- Lactantius
- Augustinus
- Minucius Felix
- Kejsaren Septimius Severus